# PRoVisG
PRoVisG (Planetary Robotics Vision Ground Processing) ist ein kollaboratives Projekt innerhalb des siebenten Rahmenprogramms der Europäischen Kommission. PRoVisG soll EU- und US-Forschungsinstitutionen und -Interessengruppen zusammenbringen, welche in den Bereichen Robotic Vision und Navigation arbeiten. Ziel ist es, einen einheitlichen und allgemeinen Ansatz für die Verarbeitung von robotischen Erkundungsmissionen zu entwickeln. Das Projekt startete am 1. Oktober 2008; die Projektlaufzeit sollte 39 Monate betragen.

## Ziele
Die Ziele des Projektes umfassen den Aufbau eines einheitlichen europäischen System zur Verarbeitung von planetaren visuellen Daten, die Weiterentwicklung der bestehenden Technologie, um zukünftige und bestehende Daten von Planetenmissionen besser prozessieren und darstellen zu können und die Wahrnehmung von planetaren Roboter-Mission in der Öffentlichkeit zu erhöhen und die europäische Rolle bei der wissenschaftlichen Auswertung zu unterstreichen.

## Projektbeschreibung
Im Rahmen von PRoVisG, sind robotische planetare Raumfahrtmissionen definiert als unbemannte Missionen, welche vor Ort Erkundungen von Oberflächen und Atmosphären planetarer Objekte außerhalb der Erde vornehmen. Die meisten Missionen dieser Art bedienen sich mobiler Geräte wie Oberflächenfahrzeugen, Rovern, oder Fluggeräten wie Ballons oder Aerobots. Es sind die mobilen Geräte, die am kritischsten für solche Mission sind. Sie verlangen nach einer schnellen Verarbeitung von Bilddaten und einer angemessenen Darstellung der Ergebnisse auf der Erde (beispielsweise in den Kontrollzentren) um effektive Planung der laufenden Mission zu garantieren und die meist limitierte Lebensdauer der Fahrzeuge maximal ausnutzen zu können.
Das PRoVisG Konsortium sieht, dass die Anzahl sowie die Formen solcher robotischer Plattformen in Zukunft zunehmen wird und mehr Autonomie als derzeit möglich erscheint notwendig sein wird. PRoVisG stellt die Bausteine für zukünftige autonome Erkundungssysteme in Bezug auf robotische Visualisierung bereit.
Das Projekt wird einen vereinheitlichten und generischen Ansatz für die Robotic Vision Bodenprozessierung entwickeln. Der Austausch von Algorithmen und Methoden wird so vorgenommen, dass zu jeder Zeit der Missionsentwicklung sowie -durchführung ein Werkzeug zur Verfügung steht das auf dem neusten Stand der Technik europäischer Computer Vision ist. Die Umsetzung oder Anpassung von Computer-Vision-Prozessierungskomponenten wird im Rahmen des Projektes realisiert, um eine Prozessierungskette für diesen Zweck bereitzustellen.
Ein Hauptergebnis wird ein internetbasiertes Geoinformationssystem (GIS) sein welches den Aufruf einer umfangreichen Datenprozessierungskette und die Visualisierung der Ergebnisse, Prozessierungsschritte sowie Metadaten erlaubt. Ein Nutzer soll in der Lage sein zu sehen, wo die bearbeiteten Daten aufgenommen wurden, von wie viel Beobachtungsstandpunkten diese akquiriert wurden, welche Bereiche die Daten abdecken und welche Instrumente benutzt wurden. Diese Ergebnisse sollen in einen zeitlichen und räumlichen Kontext zu den Prozessierungsergebnissen gebracht werden.

## Partner
- Joanneum Research, Graz, Österreich (coordinator)
- Aberystwyth University, Aberystwyth, Vereinigtes Königreich
- Deutsches Zentrum für Luft- und Raumfahrt, Berlin, Deutschland
- Tschechische Technische Universität Prag, Prag, Tschechien
- SciSys, Bristol, Vereinigtes Königreich
- EADS Astrium, Stevenage, Vereinigtes Königreich
- Technische Universität Berlin, Berlin, Deutschland
- University College London, London, Vereinigtes Königreich
- Ohio State University, Columbus, Vereinigte Staaten von Amerika
- University of Surrey, Guildford, Vereinigtes Königreich
- University of Nottingham, Nottingham, Vereinigtes Königreich
- CSEM, Neuchatel, Schweiz
- CNES, Toulouse, Frankreich
- University of Bremen, Marum, Bremen, Deutschland

Weitere Partner:
- JPL, Pasadena, Vereinigte Staaten von Amerika
- University of Leicester, Vereinigtes Königreich